# Aquileia
Aquileia (en friülà Aquilee, en grec antic Ἀκυληΐα o Ἀκουιληΐα) és una ciutat italiana de la província d'Udine a regió del Friül-Venècia Júlia, dins la comarca de Bassa Friülana. Limita amb els municipis de Fiumicello, Grado (GO), Terzo d'Aquileia i Villa Vicentina. L'any 2007 tenia 3.487 habitants.

## Història

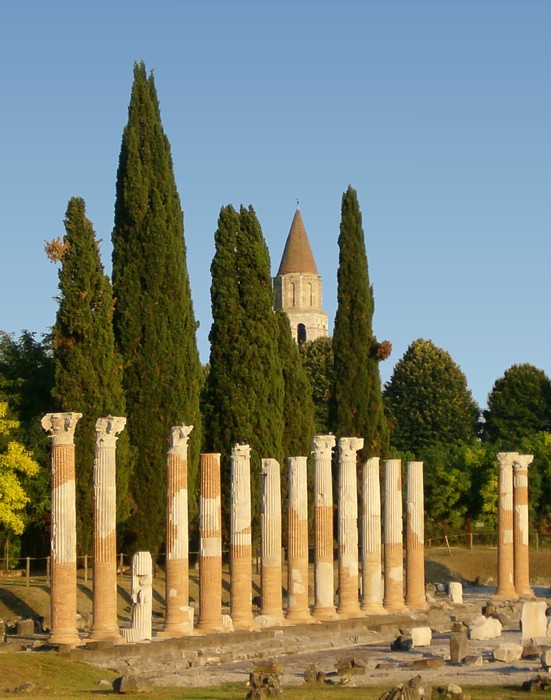
Restes romanes a Aquileia

Aquileia es trobava a l'inici de la mar Adriàtica, entre els rius Alsa i Natiso. Estrabó diu que es trobava a 60 estadis del mar. Plini el Vell diu que el riu Natiso i el Turrus passaven per sota de les seves muralles. Tots els autors coincideixen en dir que va ser fundada pels triumvirs romans Luci Manli Acidí Fulvià, Publi Escipió Nasica i Gai Flamini en un territori que Titus Livi diu que no estava habitat on volien establir-se un grup de gals transalpins. Els romans van témer una entrada constant de gals i van córrer a expulsar-los, fent-los creuar de nou els Alps. Per evitar nous intents i per protegir les fèrtils terres de l'entorn, els romans van decidir de fundar una colònia. S'hi van establir uns tres mil colons l'any 181 aC als que es van afegir mil cinc-centes famílies més el 169 aC. La nova colònia va rebre el nom d'Aquileia per la presència d'una Àliga en el moment de la seva fundació. Ràpidament, per la seva situació es va convertir en una pròspera ciutat comercial.
Més tard, quan ja era una ciutat important, s'hi van descobrir mines d'or, en temps de Polibi, cosa que va incrementar la seva prosperitat. Era també el centre del comerç amb els il·liris i amb les tribus de Pannònia situades al Danubi i als seus afluents, que més tard també van passar a sobirania de Roma. Els romans els facilitaven vi i oli a canvi d'esclaus, bestiar i pells, que portaven des del Danubi baixant pel Sava fins a Nauportus, i des d'allí per terra fins a Aquileia.
El comerç li va donar molta riquesa i Juli Cèsar la va convertir en el quarter general de les seves legions a la Gàl·lia Cisalpina, probablement per preparar les incursions contra els il·liris.
Durant el govern d'August va ser atacada sense èxit, pels iapods. La ciutat va tancar les portes a l'emperador Maximí el Traci que la va assetjar i no la va poder ocupar i va acabar mort als afores de la ciutat pels seus propis soldats l'any 238. Va augmentar la seva prosperitat i va ser la capital de la província de Venetia. Ausoni la situa al novè lloc de les ciutats de l'imperi a la meitat del segle iv, i a Itàlia només la superaven Roma, Milà i Càpua. Situada en una plana, estava completament fortificada amb grosses muralles i torres i tenia fama de ciutat inexpugnable.
L'any 340 Constantí el jove va ser derrotat a la riba del riu Alsa, prop de les muralles de la ciutat. El 381 s'hi va celebrar el Concili d'Aquileia organitzat per Ambròs de Milà, que bandejà l'arrianisme al nord de la Itàlia romana. Set anys més tard Teodosi I el Gran hi va derrotar a Magne Màxim a la batalla del Sava i Màxim es va refugiar a Aquileia on va morir. El 425 els generals de Teodosi II hi varen derrotar a l'usurpador Joan el Secretari que va morir allà decapitat. L'any 452 Àtila la va assetjar i després de tres mesos la va prendre per assalt i la va arrasar. Després d'això es va reconstruir però ja no va tenir la mateixa importància. Pràcticament no en queden restes senceres, i s'han trobat capitell, monedes i inscripcions. Les més interessants fan referència a un temple dedicat a Belenos, un déu local que els romans identificaven amb Apol·lo i que es creia que havia ajudat a la ciutat en la defensa contra Magne Màxim.

## Patriarcat
Al segle iii era la seu d'un bisbe, que al segle iv va pujar a arquebisbe; al segle vi l'arquebisbe va adquirir el títol de Patriarca. Durant la invasió dels llombards el patriarca es va refugiar (com la resta dels habitants) a la veïna illa de Gradus (Grado) i va mantenir la seva pretensió al títol de Patriarca d'Aquileia.
Llista de bisbes (c. 250-355), arquebisbes (355-555) i patriarques (557-1045) d'Aquileia, patriarques del Friül (1045-1077), patriarques de Carniola (1077-1204) i patriarques d'Ístria (1209-1752, secularitzat el 7 de juliol del 1420).
- Hilari de Pannònia c. 276-285
- Crisògon I c. 286-295
- Crisògon II c. 295-308
- Teodor c. 308-319
- Agapit c. 319-332
- Benet c. 332-?
- Fortunatià d'Aquileia c. 343-355
- Valerià d'Aquileia 369-388
- Cromaci 388-407
- Agustí 407-434
- Adelf 434-442
- Màxim I 442-444
- Januari 444-447
- Segon d'Aquileia 451-452
- Nicetes 454-485
- Marcel·lià 448-500
- Marcel·lí d'Aquileia 500-513
- Esteve I 515-?
- Macedoni (patriarca) 539-?
- Paulí I 557-569
- Probí 569-570
- Elies d'Aquileia 571-586
- Sever 586-606
- Joan I d'Aquileia 606 (antipatriarca)
- Candidià 606-612
- Epifani 612-613 (patriarca a Grado)
- Cebrià 613-627 (patriarca a Grado)
- Marcià d'Aquileia (antipatriarca) 623-628
- Fortunat (antipatriarca) 628-663
- Primogeni 630-648 (patriarca a Grado)
- Màxim II 649 (patriarca a Grado)
- Fèlix (antipatriarca) 649-?
- Joan II (antipatriarca) 663-?
- Esteve II d'Aquileia 670-? (patriarca a Grado)
- Agató d'Aquileia 679-680 679-?
- Joan III 680-?
- Cristòfor 685-?
- Pere I, patriarca 698-700
- Serè 711-723
- Calixt 726-734
- vacant o desconegut 734-772
- Siguald 772-776
- Paulí II 776-802
- Ursus I 802-811
- Manenci 811-833
- Andreu d'Aquileia 834-844
- Venanci 850-?
- Teutmar 855-?
- Llop I 855-?
- Valpert 875-899
- Frederic I (patriarca) 901-922
- Lleó 922-927
- Ursus II 928-931
- Llop II 932-944
- Engelfred 944-963
- Rodoald 963-984
- Joan IV de Ravena 984-1017
- Poppó 1019-1045
- Eberhard 1045-1049
- Gotebald 1049-1063
- Ravengeri 1063-1068
- Sigeard de Beilstein 1068-1077
- Enric 1077-1084
- Frederic II de Moràvia 1084-1085
- Ulric I d'Eppenstein 1086-1121
- Gerard I 1122-1128
- Pilgrim I d'Ortenburg 1130-1161
- Ulric II de Treven 1161-1181
- Gottfried 1182-1194
- Pilgrim II 1195-1204
- Wolgfar de Leibrechtskirchen 1204-1218
- Berthold de Meran 1218-1251
- Gregori de Montelongo 1251-1269
- Felip I de Caríntia 1269-1273
- Raimondo de Torre 1273-1299
- Pietro II Gerra 1299-1301
- Ottobuono de Razzi 1302-1315
- Gaston de Torre 1316-1318
- Paganus de Torre 1319-1332
- Bertran de St. Genesius 1334-1350
- Nicolau de Luxemburg 1350-1358
- Ludovicus I de Torre 1359-1365
- Marquard de Randelle 1365-1381
- Felip d'Alençon 1381-1387
- Jan V Sobieslaw de Moràvia 1387-1394
- Antonio I Gaetani 1394-1402
- Antonio II Panciera 1402-1412
- Antonio III de Ponte 1409-1418 (1409-1412 antipatriarca)
- Ludwig de Teck 1412-1439 (Ludovicus II o Ludwig II de Teck)
- Ludovicus III Scarampi-Mezzarota 1439-1465
- Marco I Barco 1465-1491
- Ermolaio I Barbaro 1491-1493
- Niccolò II Donati 1493-1497
- Domenico Grimani 1498-1517
- Marí Grimani 1517-1529
- Marco II Grimani 1529-1533
- Marí Grimani (per segona vegada) 1533-1545
- Giovanni VI Grimani 1545-1550
- Daniel I Barbaro 1550-1574
- Aloisio Giustiniani 1574-1585
- Giovanni VI Grimani (per segona vegada) 1585-1593
- Francesco Barbaro 1593-1616
- Ermolaio II Barbaro 1616-1622
- Antonio IV Grimani 1622-1628
- Agostino Gradenigo 1628-1629
- Marco III Gradenigo 1629-1656
- Hieronimo Gradenigo 1656-1658
- Giovanni VII Dolfino 1658-1699
- Dionisio Dolfino 1699-1734
- Daniel II Dolfino 1734-1752